# Strom Thurmond
James Strom Thurmond (Edgefield, 5 de dezembro de 1902 – Edgefield, 26 de junho de 2003) foi um político norte-americano. Foi governador da Carolina do Sul entre 1947 até 1951 e senador dos Estados Unidos pelo mesmo estado durante 48 anos. Também concorreu a presidência em 1949, quando obteve 2,4% dos votos populares e 39 votos do Colégio Eleitoral.  Foi membro do Partido Democrata entre 1946 a 1948, do Dixiecrat em 1948, novamente do Partido Democrata entre 1948 a 1964 e do Partido Republicano entre 1964 até 2003.
Serviu no Senado dos Estados Unidos entre 1954 e 1956 e entre 1956 até 2003. Ao deixar o cargo, era o senador com mais tempo de mandato da história norte-americana, embora mais tarde foi superado por Robert Byrd e Daniel Inouye em tempo de serviço. Deixou o cargo de senador aos cem anos, tornando-se também a pessoa mais velha a exercer um mandato no senado. Até os dias atuais, é o único membro de uma das casas do Congresso dos Estados Unidos a chegar aos cem anos de idade.
Conhecido por suas defesas a políticas segregacionistas, foi descoberto em 2003 que ele tinha uma filha birracial, Essie Mae Washington-Williams, nascida em 1925 da trabalhadora doméstica afro-estadunidense Carrie Butler. Nunca demonstrou publicamente, contudo, arrependimento por suas pautas segregacionistas, ainda que sua campanha contra a dessegregação tenha sido sua principal contribuição para a história política dos Estados Unidos.